# 2019冠狀病毒病澳門疫情相關反應與影響 (2022年1月至3月)
2019冠狀病毒病澳門疫情相關反應與影響 (2022年1月至3月)，介紹在2022年1月至3月期間2019冠狀病毒病澳門疫情中，在各國家或地區對澳門和澳門本地對應疫情政府不同部門和社會上所作出的反應和影響。

## 2022年1月
2022年1月5日，新型冠狀病毒感染應變協調中心宣佈為減少病毒對澳門公共衛生的風險，由1月9日0時起至1月23日晚上11時59分期間，禁止中國以外地區航班搭載乘客前往澳門。此一要求不妨礙其他防疫要求。
2022年1月6日，新型冠狀病毒感染應變協調中心召開例行記者會，疾病預防及控制中心傳染病防控處處長梁亦好公佈即日起起調整第3劑加強劑的接種對象放寬到18歲或以上已完成2劑國藥滅活疫苗和「復必泰」疫苗，放寬有急切需要（如前往外國或台灣需要）人士的第3劑加強劑接種間隔，一般原則上，第2劑與第3劑加強劑的間隔是6個月，但對於有急切需要的個別人士，第3劑（或加強劑）接種可在第2劑（或初種系列）接種後3個月（不少於12周）進行，又建議曾經兩劑國藥滅活疫苗的人士在第3劑「加強針」轉打「復必泰」。對於澳門會否參考香港實施「疫苗氣泡」，梁亦好指接種疫苗有效減少感染後出現重症、住院或死亡的風險，部分場所例如餐飲場所進食時需除下口罩，部分需要在室內環境逗留比較長的時間場所包括戲院、演唱會等會增加病毒傳播風險，隨著病毒不斷變異，當局正研究不排除進入指定場所須完成接種疫苗或出示7天內有效病毒檢測陰性證明。對於部分非中國境內航班機組人員的檢疫措施，梁亦好強調已採取嚴格的防疫措施要求往返中高風險地區（如新加坡和台灣）的航班機組人員，均不允許入境本澳，原則上是不能離開飛機，即使有特殊情況要離開飛機，亦不能進入機場大樓，機組人員會隨飛機離澳。而往返低風險地區的航班機組人員，則須每7天進行病毒檢測，航空公司亦會要求機組人員進行自我健康監察（包括測溫和健康碼等）和接種疫苗。就傳媒問及由1月9日午夜起至1月24日午夜期間禁止中國以外地區人士乘坐航班抵澳的問題，梁亦好指鑑於Omicron變種病毒流行，加上由新加坡到澳門的航班發現多宗病毒檢測陽性個案，不排除於機上傳播的可能性，澳門必須做好外防輸入內防反彈的防疫措施。如澳門境內出現本地確診，會對整體醫療系統不勝負荷，加強防控目的是保障澳門整體的安全，並根據疫情變化會否延長禁飛措施。另外，旅遊局代表於記者會上宣佈為應對醫學觀察酒店供不應求的情況，由1月7日起新增麗景灣藝術酒店作自選醫學觀察酒店用途，即時起接受預訂，可提供約250個客房。
2022年1月7日上午，新型冠狀病毒感染應變協調中心發出新聞稿，指Omicron變種病毒在全球肆虐、多國感染個案急增，香港以至中國大陸境內省市出現新一輪疫情，經過病學調查顯示疫情爆發與群聚相關。中心呼籲市民提高警惕，必須堅持戴口罩，做好個人防護，減少非必要的人群聚集，包括婚宴、慶典及節日前後的聚餐等；而場所管理者亦應嚴格執行衛生局的各項防疫措施，包括監測體溫，保持距離，避免人群聚集等；市民如非必要儘量避免前往中高風險地區，如有需要離澳外出時，亦應注意做好防疫措施，留意當地疫情發展。同時呼籲尚未接種疫苗以及符合條件接種加強劑的人士，必須盡快接種疫苗。 同日中午，行政公職局發出傳閱公函，更新公務人員接種2019冠狀病毒病疫苗的指引，由2月21日起公務員上班須出示接種疫苗初種系列全程接種達 14天的證明 (即已接種 2劑滅活或 2劑 mRNA疫苗達 14天)，或 7天內核酸檢測證明。未能出示證明而缺席上班，視為不合理缺勤。 同日上午，社會文化司司長歐陽瑜接受傳媒受訪時指當局研究要求進入食肆等長時間逗留密閉空間的人士需要接種疫苗或出示7天有效核酸陰性證明，以及研究離境須打疫苗；又指當局正不斷研判一旦有決定會盡快公布，暫未有時間表，但強調Omicron變種病毒傳染速度快，即使未決定推出措施、亦呼籲市民尤其長者盡快接種疫苗。 另外，應變恊調中心呼籲市民減少非必要聚集，包括婚宴、慶典及節日前後的聚餐等。社會文化司司長歐陽瑜解釋指，飲宴場所屬需長時間除下口罩的密閉空間，因此呼籲盡量避免出席，重申當局會視乎本地疫情發展情況，持續研判再發出新指引。問及若團體舉辦新春團拜活動，歐陽瑜呼籲盡量不要以飲宴等形式舉行。被問到會否呼籲外地僱員等留澳度歲，歐陽瑜表示需視乎疫情狀況，當局仍在研究。她稱，現時距離農曆新年仍有一段時間，若新春前中國大陸疫情有嚴重趨勢，衛生部門會發出指引；她又稱，中國大陸現時西安的疫情已相對穩定，其他地區的疫情當局都有持續研判，每天調整抵澳須隔離的地區名單。
2022年1月10日，社會文化司司長歐陽瑜接受傳媒受訪時指爭取在春節前澳門健康碼「場所碼」擴展至各飲食娛樂場所，並視乎市民使用情況計劃強制實行，目前「場所碼」使用情況不理想，又考慮到長者沒有智能電話因此提供主動掃碼和反掃功能，讓沒有手機的市民未來可到列印當日的健康碼，讓場所反掃記錄行程。歐陽瑜稱政府已在1月首星期討論大型活動包括農曆新年煙花表演、花車巡遊等是否續辦。當局認為在疫情可控的情況下，當局認為現階段大型室外活動仍可繼續舉行。但室內活動，如飲宴等則希望市民儘量避免參加。至於上周有多名香港立法會議員與國務院港澳辦主任夏寶龍會面，其中有香港議員被列為密切接觸者，至於特首賀一誠有否與相關人士接觸，歐陽瑜不清楚相關安排和未有中國大陸相關機構向澳門通報，包括有任何澳門官員為密切接觸或次密切接觸者的信息。並且同時強調如有密切接觸或次密切接觸人士，任何人都必需接受醫學觀察措施，政府亦要求各級官員於外地出差回澳後，需接受一至兩次的核酸檢測。又表示，自己到珠海以外的地方出差回澳後都會做核酸檢測，相信其他官員都有遵守相關的防疫規定。
2022年1月28日，在新型冠狀病毒感染應變協調中心例行新聞發佈會上，衛生局疾病預防及控制中心傳染病防控處處長梁亦好公佈「澳門健康碼」手機應用程式至今下載人數已達57.9萬，用其進行健康申報人數呈持續上升的趨勢。以星期二（1月25日）為例，全澳健康申報總次數為174萬人次，其中以手機版應用程式申報的有136萬人次，用舊的網頁版申報的約有38萬人次；而使用手機應用程式申報健康的136萬人次中，59萬人次為直接申報，77萬人次是通過掃描場所碼申報。在相關數字上反映出澳門居民已經逐漸接受使用「澳門健康碼」應用程式及透過掃描場所碼記錄行程。在場所碼張貼方面，正計劃開展第二階段的場所碼設置及張貼工作，期望有更多場所張貼場所碼，以方便居民記錄行程。對於澳門國際機場出工作人員“14+7+7”閉環管理措施的情況，梁處長解釋，當局對於澳門機場相關工作人員的閉環管理工作一直有持續執行，如同所有口岸及醫學觀察酒店一樣，對於部份會接觸到從高、中風險地區回澳人士的工作人員，都須採取相應的閉環管理措施。而就目前的醫學觀察期會否調整的問題，她表示，雖然目前確實有較多資料顯示Omicron病毒的潛伏期常見是3至5天，但亦見到不少病例的潛伏期較長，為此，本澳仍須持續跟進不同地方的情況並做出風險研判，才能決定是否可作出調整，強調現時相關措施維持不變。早前須進行醫學觀察的托兒所的幼童和安老院的人士的情況，她表示，上述人士屬於坦洲鎮1病例的次密切接觸者，須要進行7天醫學觀察和7天自我健康管理；他們已分別於1月19日和20日完成醫學觀察，並在其後進行7天的自我健康管理。有關的托兒所將於明（28）日開始恢復運作，而長者院舍亦將於同日恢復接受訪客探訪。就新春節慶活動的防疫問題，她表示，早前衛生局已制作了“集體節慶、文娛、康體活動的管理建議”指引，當中已就活動表演者，參加者和場所管理等提出管理建議；由於全球和周邊疫情尚未平穏，節慶活動的場所管理者、活動舉辦者及全澳市民均需做好各項防控措施。
1月29日，隨著澳門以至鄰近地區包括中山市和珠海市爆發疫情風險降低，應變恊調中心公佈春節期間本澳團體和個人可舉辦和參加餐飲聚會活動，但必須遵守各項防疫要求，將風險控制在最低水平，並列出建議團體和個人在舉辦和參加餐飲聚會活動期間注意事項。 同日晚上，應變恊調中心公佈1月29日晚上9時起曾到過浙江省杭州市蕭山區聞堰街道，拱墅區上塘街道瓜山社區尚堂府、半山街道半山家苑，富陽區富春街道桂花西路、鳳浦路碧水苑、洞橋鎮賢德村何村塢的入境及已入境人士，須按照衛生當局的要求在指定地點接受醫學觀察至離開當地後14天但最短不少於7天。

### 向公務人員發佈「禁足令」
2022年1月13日，行政公職局局長高炳坤向公務員發出「公務人員2022年新春期間離澳須知」，要求公務人員1月22日至2月15日春節假期應「儘量留在澳門」過春節。「通知」指於2022年1月22日至2月15日春節假期及內地春運高峰期間，各部門的公務人員應儘量留在澳門。同時，公務人員應避免前往廣東省內的中、高風險地區，以及廣東省外的內地其他地區或國外旅遊探親。若因公務或緊急事務需出行者，須做好個人防護，密切留意當地疫情，嚴格遵守防疫規定，避免前往高風險區域。又指在2022年1月22日至2月15日期間，公務人員若因個人原因在澳門外地區逗留，並因當地疫情變化導致須在澳門或澳門以外地方接受隔離的話，「除非有不可歸責且獲部門領導接納的解釋，否則不獲接納為合理缺勤」。

### 恢復由中國以外地區出發的民航機載客來澳
2022年1月21日，應變協調中心表示，根據衛生局第009/A/SS/2022號公告，自 2022 年 1 月9日零時起至1月23日23時59分期間，禁止民用飛機由中國以外地區搭載乘客前來澳門，而此一措施將於1月23日23時59分結束，即自1月24日零時起，允許民用飛機由中國以外地區搭載乘客前來澳門，但由中國以外地區來澳的人士仍須遵守現行各項核酸及接種疫苗的要求。

### 降低從極高風險國家來澳人士醫學觀察期
1月30日，應變恊調中心公佈由2022年1月31日凌晨零時起，由極高風險國家出發來澳人士醫學觀察期由28天改為21天，該修改適用於受相關公告規範而正在接受醫學觀察的人士。極高風險國家包括：孟加拉、巴西、柬埔寨、印度、印尼、伊朗、尼泊爾、巴基斯坦、菲律賓、俄羅斯、南非、斯里蘭卡、坦桑尼亞、土耳其、美國、博茨瓦納、津巴布韋、納米比亞、萊索托、斯威士蘭、莫桑比克及馬拉維。由上述國家前來澳門的直航飛機或聯程航班第一程飛機乘機前，仍須出示5天內每次相隔至少24小時連續3次採樣核酸測試陰性結果證明。

### 縮短由香港到澳門入境人士核酸檢測陰性證明有效期
1月30日，因應香港疫情變化，應變恊調中心宣佈由2022年2月3日早上1時起，所有由香港特別行政區前來澳門特別行政區的人士，須在登上前來澳門特別行政區的交通工具時出示採樣日後24小時內符合衛生當局要求的核酸檢測陰性結果證明；未能出示的非澳門居民可被拒絕入境。違反者可能依法承擔相應的行政、刑事責任。此外，現行由香港特別行政區進入澳門特別行政區14天集中隔離醫學觀察及入境後21天內不得經澳門特別行政區前往中國大陸境內的措施維持不變。

## 2022年2月1日至27日

### 廣東、廣西和遼寧等多地爆發聚集性疫情
由2月1日起，因應廣東省多地出現聚集性疫情，新型冠狀病毒感染應變協調中心先於當天上午公佈曾到深圳市寶安區人士需於1、4、7天接受病毒核酸檢測，及後於同日晚上公佈由當晚9時起曾到廣東省深圳市寶安區及東莞市鳳崗鎮指定區域離開當地地後14天但最短不少於7天的人士按規定接受醫學觀察，北京市和天津市指定地區接受醫學觀察範圍亦擴大。 同日晚上，中心宣佈2月2日凌晨1時起更擴大曾到廣東省深圳市指定地點或地區接受醫學觀察隔離規定，取消曾到遼寧省瀋陽市遼中區的醫學觀察和健康碼變為黃碼自我健康管理的措施。
2月2日上午10時起，曾到廣東省雲浮市羅定市龍灣鎮旗垌村委紅衛村的人士離開當地地後14天但最短不少於7天的人士按規定接受醫學觀察，另外曾到深圳市龍崗區的人士應主動按第1、4、7天的時序接受核酸檢測。同日下午，應變恊調中心宣佈由當天下午4時起新增天津市河東區春華街道其他區域的入境人士的醫學觀察隔離措施，並新增天津市河東區其他區域、河北區其他區域需一周內進行三次病毒檢測，並同時取消曾到廣東省珠海市香洲區情侶中路345號漁政樓的防疫措施。
2月2日晚上，新型冠狀病毒感染應變協調中心公佈一個居住在黑沙環保利達花園第5座的一家四口澳門居民家庭，因曾赴廣東省河源市相關地點需接受集中隔離醫學觀察，四人首次病毒檢測為陰性。當局公佈該一家四口於1月29日曾到廣東省河源市紫金縣九和鎮官坑村探親，於2月1日回澳。2月2日主動聯絡應變協調中心報告有關旅居史，衛生局與消防局安排救護車於當天下午2時到其住所把4人送往仁伯爵綜合醫院接受病毒核酸檢測，及後安排到醫學觀察酒店接受集中隔離醫學觀察，他們所居住的大廈已由大廈管理處自行清潔消毒。
2月4日，新型冠狀病毒感染應變協調中心舉行例行疫情記者會，有記者關注經珠海入境澳門的核酸檢測有效期何時放寬至7天以內。仁伯爵綜合醫院醫務主任戴華浩表示，雖然中山和珠海市聚集性疫情緩和後，核酸檢測有效期延長至48小時陰性證明。至於何時會恢復7天內有效核檢陰性證明，他表示由於廣東省多地出現新一輪疫情，相信會持續一段時間，將繼續觀察廣東省的疫情變化，再考慮是否放寬通關核檢有效期，目前未有時間表，當有消息會儘快公佈。教育及青年發展局表示已通知學校嚴格執行衛生部門防疫指引，在新春假期結束後按原訂日期復課，並制定不同預案應對疫情發生時的突發情況，呼籲各院校尊守和執行各項防疫措施。此外，教青局亦已聯絡珠海六間指定醫院和機構，繼續為跨境師生提供核酸檢測服務，並呼籲跨境師生和家長留意疫情變化和最新通關安排，呼籲符合條件人士應儘快接種疫苗。應變恊調中心表示近日公佈兩名分別由瑞士和葡萄牙回澳的輸入性2019冠狀病毒病無症狀感染者，經過對兩名患者的基因測序，證實兩人為感染Omicron變種病毒。 戴華浩表示目前澳門暫未有需要推行第四針疫苗加強劑。至於澳門健康碼應用程式下載情況方面，至2月4日有60.5萬人下載，每日逾100萬人次通過手機應用程式進行申報健康，顯示大部分澳門市民已開始使用此應用程式作行程記錄和申報健康碼。
2月5日晚上，應變恊調中心宣佈自2月5日晚上9時起新增並擴大天津市河北區、濱海新區；北京市豐台區、河北省廊坊市固安縣相關區域醫學觀察範圍，廣東省方面新增深圳市寶安區石岩街道雲熙谷小區、浪心社區其他區域、龍騰社區，惠州市潼僑鎮牛墩1至12街、惠環街道萬隆新天地小區、陳江街道壹城中心1期和5期，所有曾經到過以下地點的入境及已入境人士，須按照衛生當局的要求在指定地點接受醫學觀察至離開當地後14天但最短不少於7天。
2月6日，應變協調中心宣佈由當天下午5時起，所有曾到過湖南省邵陽市城步苗族自治縣儒林鎮林業小區全域、西岩鎮三水村16組或三合村10組；廣西壯族自治區百色市德保縣（曾於1月27日或之後到過）的人士須按照衛生當局的要求在指定地點接受醫學觀察至離開當地後14天但最短不少於7天。另外，由當天下午5時起所有曾於1月27日或之後到過廣西壯族自治區百色市其他區域的入境人士和已入境人士，應留意自身健康狀况，期間健康碼不變黃色，但應主動按第1、4、7天的時序接受核酸檢測。 同日晚上，因應廣西百色市出現聚集性疫情和發現多宗陽性個案，應變恊調中心宣佈自當天晚上9時起曾到所有曾經到過廣西壯族自治區百色市全域的入境及已入境人士，須按照衛生當局的要求在指定地點接受醫學觀察至離開當地後14天但最短不少於7天。 同日夜間，應變恊調中心宣佈因應廣州出現一宗由百色市返回廣州後確診個案，當局宣佈自2022年2月7日凌晨1時起，所有在2月5日或之後離開以下地點不足14天的入境人士和已入境人士，應留意自身健康狀况，期間健康碼不變黃色，但應主動按第1、4、7天的時序接受核酸檢測：廣東省廣州市番禺區疫情管理區 （105國道以東、三枝香水道以南、沙溪大橋—迎賓路—番禺大道以西、南大路以北）。
2月7日，因應黑龍江省疫情變化，應變恊調中心公佈由2月8日凌晨1時起所有曾經到過黑龍江省黑河市愛輝區的入境及已入境人士，須按照衛生當局的要求在指定地點接受醫學觀察至離開當地後14天但最短不少於7天。
2月9日，應變協調中心發佈指引要求春節假期結束後公共部門、機構及企業應遵守應變協中心防疫管理建議，中心指因應中國境內和香港爆發新一輪疫情，且春節過後人員流動增多，為預防春節後出現疫情，各公共部門、機構、企業應嚴格遵守《預防新型冠狀病毒肺炎-給機構對工作人員的管理建議》，僱主或主管應瞭解員工的旅居史和接觸史，並監察員工的健康狀況，尤其需要留意春節長假期間有外遊史的工作人員。同時，近期曾到廣東省以外或廣東省深圳市的人士亦應於上次病毒核酸檢測（包括入境時在口岸接受的檢測）後4至7天期間，主動接受1次核酸檢測，自費或免費均可。 同時，應變協調中心為推動疫苗接種計劃，衛生局、社會工作局聯同鏡湖醫院開展院舍集體接種疫苗外展服務，於2021年10月25日開始，至今先後為36間院舍（包括長者院舍和復康院舍）的院友提供便利接種疫苗服務，尤其針對60歲以上長者，以增加其接種動機和接種率。
2月9日晚上，應變協調中心公佈由2月10日凌晨1時起，所有曾經到過以下地點的入境及已入境人士，須按照衛生當局的要求在指定地點接受醫學觀察至離開當地後14天但最短不少於7天：遼寧省葫蘆島市綏中縣城郊鄉西園子村二組。另外取消曾經到過以下地區的人士須按照衛生當局的要求在指定地點接受醫學觀察或健康碼變為黃碼及須接受自我健康管理的措施：天津市南開區、西青區、河西區；北京市房山區長陽鎮，豐台區玉泉營街道、南苑街道南庭新苑北區；上海市奉賢區奉城鎮幸福村；河北省雄安新區安新縣端村鎮西堤村、東堤村。
2月10日下午，應變協調中心召開例行新聞發佈會，因應香港和中國多個省市爆發新一輪疫情，且春節過後人員流動增多，為預防春節後出現疫情，她公佈以下防疫措施，包括各公共部門、機構、企業應嚴格遵守《預防新型冠狀病毒肺炎-給機構對工作人員的管理建議》，僱主或主管應瞭解員工的旅居史和接觸史，並監察員工的健康狀況，尤其需要留意春節長假期間有外遊史的工作人員。加強春節後來澳返澳人員的防控工作，在原來經機場入境的所有人士須進行落地核酸檢測的基礎上，自當天起，經機場以外口岸入境，且過去21天有廣西壯族自治區、黑龍江省、新疆維吾爾自治區、北京市、天津市、深圳市旅居史人士，須接受1次入境核酸檢測及對其發放1張健康提示。衛生局已就此在口岸設立採樣點，入境人士採樣後不用在原地等候結果。近期曾到廣東省以外或廣東省深圳市的人士應於上次病毒核酸檢測（包括入境時在口岸接受的檢測）後4至7天期間，主動接受1次核酸檢測，自費或免費均可。因應Omicron變種病毒大流行，無症狀感染或症狀輕微者比例較高，任何人士出現發燒、頭痛、乏力，乾咳、咽痛、鼻塞、流涕、味覺或嗅覺減退等症狀，應及早就醫及要求接受病毒核酸檢測，尤其是家人、同事、同學、朋友等一起或先後出現症狀，或在旅行、接觸外地來訪人士後出現症狀的人士。就傳媒問及推動市民接種疫苗方面的工作，衛生局、社會工作局聯同鏡湖醫院於去年開展院舍集體接種疫苗外展服務。至於有傳媒問及會否推出進入特定場所須接種疫苗的措施，她表示會持續進行評估和研判，倘有決定將另作公佈。 同日晚上，應變協調中心宣佈因應遼寧省的疫情變化，自2022年2月11日凌晨1時起，所有曾經到過遼寧省瀋陽市大東區大北街道榮光小區、葫蘆島市綏中縣的人士須按照衛生當局的要求在指定地點接受醫學觀察至離開當地後14天但最短不少於7天。
2月14日，應變協調中心宣佈因應遼寧省及廣東省的疫情變化，衛生局根據第2/2004號法律《傳染病防治法》第10條和第14條的規定，自2022年2月14日晚上9時起，所有曾經到過遼寧省葫蘆島市龍港區玉皇街道青青家園社區、雙龍街道海月社區；廣東省深圳市光明區新湖街道同富裕工業區春天公寓，東莞市塘廈鎮林村的人士，須按照衛生當局的要求在指定地點接受醫學觀察至離開當地後14天但最短不少於7天。另外，自2022年2月14日晚上9時起，取消曾經到過以下地區的人士須按照衛生當局的要求在指定地點接受醫學觀察或健康碼變為黃碼及須接受自我健康管理的措施：浙江省杭州市蕭山區北幹街道建設一路萊茵傳奇園；廣東省深圳市龍崗區阪田街道崗頭社區馬蹄山小區五巷1號、2號兩棟、龍崗區管控區：居里夫人大道以東、崗溪路以南、坂雪崗大道以西、稼先路以北範圍內的馬蹄山小區（除馬蹄山新村、寶崗小學、崗頭第一幼兒園、倒角片區、一區、馬蹄山商業樓E棟、馬蹄山籃球場、崗頭社區工作站）；天津市紅橋區邵公莊街。 同日晚上，應變協調中心公佈1名香港居民男性外僱在2月11日入境澳門後接受醫學觀察期間病毒檢測呈陽性，經判定為輸入性無症狀感染者。

### 香港第五波疫情嚴峻對澳門影響
2月14日，市政署再與本地澳主要冷鏈食品入口及供應商會面，要求業界落實「外包裝全消毒、內包裝全檢測」，嚴格執行從業人員三日一檢、持碼上崗等防疫措施。同時，呼籲業界積極組織貨源，靈活調配存量，市政署表示將和衛生部門動態評估疫情，調整一系列防疫消毒措施，保障食品供應的穩定與安全。市政署亦已制定應急預案，保障鮮活食品的有序檢疫和供應。
2月15日，教育及青年發展局共收集到約100名在香港就讀高校的澳門學生有回澳意向，當中僅約40名確定有意於2月回澳。經旅遊局、衛生局及交通事務局跨部門的協助，在配合兩地出入境措施及檢測核酸安排等確保防疫安全的前提下，現已有可行方案，教青局將協調約40名有意回澳的大學生，於本月17及18日回澳到醫觀酒店進行醫學觀察。
2月16日，對於有人由香港通過偷渡方式前往中國大陸境內省市後確診，治安警察局高度關注鄰近地區疫情的最新情況，呼籲市民如非必要，應減少離境及前往風險地區，以減少口岸人員流動、降低疫情風險；如需經常往返澳珠二地之人士，則應遵從「點到點」的活動守則，只在工作場所、居住地點或酒店、核酸檢測機構之間流動，乘坐公共交通工具時應做足安全防護措施。同時，亦應密切留意最新官方防疫消息，做好日常個人防護措施，保持社交距離和避免參與群聚活動。 另外，當局持續全面配合特區政府的防疫抗疫工作，堅持「外防輸入、內防反彈」的策略，與衛生局保持緊密聯繫，以加強口岸防控。此外，亦將繼續採取各項措施，確保口岸的通關順暢，並適時調整部署以應對疫情變化，維持口岸通關及公共秩序安全。
2月17日下午舉行的疫情例行新聞發佈會上，當局提醒市民應儘量減少購買由疫情高發地發貨的商品，由於目前香港的疫情十分嚴重，而香港的郵件、包裹、貨物運到澳門的時間較短，不排除這些郵件、貨物表面被病毒污染，應變協調中心聯同不同政府部門，除要求貨運公司對大包裝進行消毒外，各層級的貿易、批發、分銷公司，以及市民等，都應採取防範性措施。同時提醒市民留意兼不要隨處放置由疫情高發地發貨的商品，在接收時應做好防疫措施包括佩戴口罩和一次性手套處理，接觸後要洗手等，以及儘量在戶外處理後將外包裝包好妥善棄置。至於醫療系統承載情況方面，梁亦好指現時澳門有不同等級的隔離病床共266張，因應疫情發展，若病人更多時會有後備方案，包括設其他地點供有需要病人入住，現時高頂公共衛生臨床中心暫時仍能應付的。並就澳門一旦出現極端情況、出現大量病人情況已作了預案，包括在救治、醫學觀察、追蹤、處理、硬件設置、人員培訓、物資準備等方面。而教青局代表表示鑑於香港疫情出現幼兒感染後出現重症或不治個案，當局將聯同衛生局加強向非高等教育學校宣導學生疫苗接種資訊、鼓勵學校組織幼兒教育及小學的學生家長進行講解宣導，並定期向學校了解家長為子女接種疫苗的意願。同時對有意接種疫苗的學生安排到社區疫苗接種站進行接種，如達到一定條件將安排外展團隊到學校進行集體接種。治安警察局亦對近日有偷渡人士確診個案的情況，當局將與海關建立聯防聯控機制進行打擊相關活動。

#### 從香港和台灣入境澳門須出示疫苗接種證明
2月16日午夜，因應台灣和香港疫情變化，應變協調中心宣佈由2月21日午夜12時起，12歲或以上人士，須出示已完成2019冠狀病毒病疫苗初種系列接種後14天且最後一劑在7個月內接種的證明，或出示不適合或不能接種的醫生證明，才可登上由香港或台灣前來澳門的民用交通工具。違反者可能須依法承擔相應的行政、刑事責任。此外，現行由香港特別行政區進入澳門14天集中隔離醫學觀察及入境後21天內不得經澳門前往中國大陸，以及由台灣進入澳門21天集中隔離醫學觀察的措施維持不變。 同日下午，應變協調中心對相關規定作出說明，據應變協調中心，所有世界各地衛生當局認可的相關疫苗均獲認可。目前世界各地使用的疫苗，大部分初種系列須接種2針，少數初種系列只須1劑者有楊森制藥疫苗(Janssen-Cilag COVID Vaccine)、康希諾生物腺病毒載體疫苗（CanSinoBIO Convidecia）；初種系列須接種3劑者則有智飛龍科馬亞單位蛋白疫苗（Zhifei Longcom ZIFIVAX）。而完成初種系列最後１劑超過7個月者，應接種加強劑〈一般為第３劑〉，才能滿足要求。
2月17日，衛生局疾病預防及控制中心傳染病防控處處長梁亦好在應變協調中心例行新聞發佈會上宣佈自2022年2月21日0時起，有香港或台灣旅居史的入境或已入境人士，須接受集中隔離醫學觀察直至離開當地14天，並須在其後進行嚴格自我健康管理直至離開當地21天。嚴格健康管理期間健康碼為黃碼，不得經澳門前往中國大陸，且須在第1、2、4、7天接受病毒採樣檢測及遵守其他防疫措施。若在指定日期不接受檢測，健康碼會被鎖定為紅碼直至取得一次核酸檢測陰性結果。有關措施適用於所有離開香港或台灣不足21天的入境或已入境人士。即香港來澳人士由須接受集中隔離醫學觀察直至離開當地14天，台灣地區來澳人士須接受集中隔離醫學觀察直至離開當地21天，均修改為須接受集中隔離醫學觀察直至離開當地14天並須在其後進行嚴格自我健康管理直至離開當地21天。

#### 收緊香港經港珠澳大橋抵澳人士入境安排
2月17日午夜，應變協調中心公佈新增一名41歲香港居民病毒檢測陽性列為輸入性無症狀感染者。 同時宣佈由當天上午6時起，從香港經港珠澳大橋來澳人士，需在港珠澳大橋澳門邊檢大樓入境大堂內等候病毒檢測結果，而出檢測結果需時約六個小時；陰性者將安排送往醫學觀察酒店接受醫學觀察，陽性者則會送往公共衛生臨床中心隔離治療，呼籲有關人士要做好相應準備。 港珠澳大橋穿梭巴士宣佈因防疫工作安排調整，由當天起港澳線雙向取消20:10班次，直至另行通知。對已購買2022年2月17日起20:10班次車票的旅客將做全額退票處理。另外，於港珠澳大橋工作的人員被安排閉環管理，他們的工作設置以減少接觸中高風險地區人員數量為原則。其中，口岸衛生局檢疫人員、口岸清潔人員、負責運載司機等，已實施閉環管理。
2月22日，應變協調中心宣佈因應香港疫情變化，自2022年2月25日起，所有由香港入境澳門的人士，只可入住專為次高風險人士而設的金寶來酒店接受醫學觀察；而所有擬由香港入境澳門的人士，於2月25日或之後開始入住其他醫學觀察酒店的預約將會取消，受影響人士須重新預訂金寶來酒店。相關預訂將於2月23日中午12時開放。

#### 「大飛」偷渡致珠海和鄰近地區出現疫情
2月17日中午，因應珠海市疫情變化，應變協調中心宣佈自2022年2月17日上午11時30分起，所有曾經到過珠海高新技術產業開發區疫情封控區（海淼水產監裝中心及周邊沙場、珠海市陸島運輸有限公司、港珠澳大橋1號碼頭區域）的人士須按照衛生當局的要求在指定地點接受醫學觀察至離開當地後14天但最短不少於7天。此外所有已離開廣東省珠海市高新區新冠疫情管控區（後環湧以東、唐淇路以西、綠巢環保科技公司側（無名路）以北、海域以南劃定範圍）不足14天的入境或已入境人士，應留意自身健康狀况，期間健康碼不變黃色，但應主動按第1、4、7天的時序接受核酸檢測。

#### 澳門相關部門應對香港第五波疫情情況
對於香港爆發第五波疫情導致澳門當地市民表現憂慮，2月23日，衛生局疾控中心傳染病防控處處長梁亦好表示已針對不同情況或階段作出應對預案，如早期患者數量較少期間將安排在一級醫療機構處理，若出現更多患者則會分流到正籌備的社區治療中心，若患者過多時，在可行情況下，政府會統一安排地方給患者居住，減少患者們在家中傳染家人的風險，亦更好監察病情變化，可以更好地避免重症或死亡個案。假如適用場所飽和則會安排輕症或無症狀人士留在家中，當局會因應疫情以及應對能力制定預案。至於治療藥物方面，梁亦好表示，注射的藥劑有兩種，一種是供輕中症的患者使用，另一種是供重症患者使用，當局現時已有一定儲備。亦有一些內地生產的中成藥，可減輕病情惡化的趨勢。當局亦正採購應對2019冠狀病毒病口服藥，其中一種最快可在第一季末到貨。對於當局發新聞稿稱︰「倘若本澳出現社區感染風險進一步上升，將採取嚴格的防疫措施，屆時難免會對未接種疫苗的人士造成不便。」梁亦好解釋現時未能具體說明第一步會採取什麼措施，但有其他地方的經驗可以參考，例如有需要時，或會要求進入特定場所，甚至入境澳門都需要接種疫苗，當局會隨疫情需要推出不同方案，如果疫情有需要，可能一定要接種疫苗，而不能用定期核檢代替。
同日，多名政府相關防疫代表出席澳門電台中文頻道晨間時事節目《澳門講場》探討最新防疫措施，有重點工作人群中的人士反映高頻次核酸檢測對他們身心造成影響，梁亦好解釋要求重點人群定期做核檢是因為他們的感染風險特別高，疫情往往都是從重點人群開始發生，透過核酸檢測及早發現確診個案，並明白到相關人群中出現的困難。另外，梁亦好在節目中提到接種疫苗的正面作用，又指在2月23日前的過去數天日均疫苗接種率呈上升趨勢有近3,000人次，3-11歲兒童接種率仍不理想，當局已向相關供應商訂購專供兒童接種的兒童劑型 mRNA疫苗，但仍未有確切供貨時間。當局亦成立內部小組，討論是否可仿效香港做法，將 mRNA疫苗劑量「溝稀（稀釋）」予 3-11歲兒童接種，目前仍正研究可行性。
2月24日，應變協調中心召開例行新聞發佈會，衛生局疾病預防及控制中心傳染病防控處處長梁亦好回應關於2019冠狀病毒病口服藥的進展，她表示澳門現有兩款針劑的抗病毒藥物，一種用於治療輕度至中度的確診病人，另一種用於重度確診病人，並儲備了中成藥作治療之用。目前，全球主要有默沙東藥廠和輝瑞藥廠生產的兩款治療的口服藥進展中，其中默沙東口服藥於2022年第一季未至第二季初抵澳，口服藥的功能主要是盡快減少病毒在病人體內的複製，減輕病情加重的風險，主要適用人群為沒有接種疫苗及本身具有危險因素，當局將建立並制訂使用口服藥的相關指引。就高頂公共衛生臨床中心床位問題，梁亦好指由1月1日至2月24日共1宗確診患者和29例無症狀感染者，部分已康復出院，目前60間病房110張病床中已使用40間病房共43人入住，若陽性病例增多，亦會越來越多同行人及密切接觸者因感染風險較高而需入住公共衛生臨床中心。衛生部門密切留意香港疫情發展，不排除調整或實施更加嚴格的醫學觀察措施，就所有港澳兩地車牌車輛問題指需停泊在港珠澳大橋東停車場，直至有關人員隔離結束。當局會持續監測全球各地的疫情發展，基於疫情需要和風險作研判，動態調整防疫措施，不排除會採取任何防疫措施，包括入境限制、加強入境條件及醫學觀察時間等。當局正積極完善關於籌備社區治療中心的預案，以應對大規模疫情發生時可分流和處理大量病例的情況，及有效分流和處理病例和密切接觸者等，以減少社區的傳播風險。核酸檢測結果效力方面，她表示核酸檢測結果受多種因素影響，包括樣本採樣的質量、檢測方法的準確性等，都可能影響其準確性，但最重要是傳染病具有的潛伏期因素。疫苗接種方面，政府不斷宣傳推廣疫苗接種的重要性以及香港疫情影響，各疫苗接種站的預約人數顯著上升，從過往每天約接種1,000多劑，上升至近日約3,000劑，其中接種第三劑的佔2/3，其中接種第一劑的青少年、兒童或大於60歲人士亦有明顯增多。她又公佈據教青局數據，現時大約有30名身處香港的大專生，計劃3月或之前返回澳門，他們正按防疫措施和規定，自行向酒店提出預訂醫觀酒店房間，教青局會與學生密切溝通，提供協助。
2月28日晚上，社會工作局發出新聞稿，因應香港和鄰近地區疫情變化，宣佈加強各長者院舍的防疫措施。其中在訪客管理方面，自3月3日起倘院舍長者尚未接種疫苗，來訪親友必須出示48小時內結果為陰性的核酸檢測證明；倘院舍長者已接種新冠病毒疫苗，來訪親友必須出示7天內結果為陰性的核酸檢測證明，或出示已接種兩劑新冠病毒疫苗的證明，社會工作局籲院舍長者的家屬把握時間，支持和協助院舍長者儘早接種疫苗，共同為長者院舍建立免疫屏障，保障長者的健康和安全。

#### 經港輸澳貨品包裝檢測陽性需全數銷毀
2月28日晚上，市政署於內港6A2碼頭進行恆常食品入口檢驗檢疫時，在其中一板經香港分拆進口合共60箱，重720公斤的冷藏牛奶外圍包裝膠捆膜進行病毒核酸檢測驗出陽性。當局隨即啟動應急預案，採取追溯排查、複檢等措施，對涉事產品進行封存並全數銷毀，沒有流入市面。

## 2022年2月28日至3月9日

### 中山坦洲鎮現陽性個案 患者曾多次往返珠澳
2月28日，因中山市坦洲鎮於2月27日發現1宗核酸陽性個案，患者為女性中國大陸籍居民，曾於2月22日至27日期間多次往返關閘邊檢大樓出入境。應變協調中心宣佈為評估病毒在社區內傳播的風險，當局對該患者經常出入的重點區域（關閘廣場附近），對2月25至27日期間在指定區域居住或工作的人士，於2月28日下午5時至3月1日中午12時期間必須進行一次強制性核酸檢測。 另外，教育及青年發展局宣佈因應中山市坦洲鎮疫情變化，為配合防疫措施，教青局已通知學校安排於坦洲居住的教職員及學生今天回校後作防疫分隔。經過與衛生部門溝通，教青局宣布高等院校及非高等教育學校過去14天內曾赴中山坦洲的教職員及學生自3月1日起暫停回校面授，學生改為在家學習，評核作彈性處理。
同日(2月28日)下午5時，應變協調中心舉行特別新聞發佈會，有記者問及對於在中山市坦洲鎮確診患者在關閘附近短暫活動，有傳該患者是「水客」；衛生局傳染病防控處處長梁亦好表示，不理任何工作，接觸到人都是有風險的，如工作環境接觸到高風險物品，都會存在被感染風險。至於有市民質疑，該確診者的身份資料，治安警察局行動及通訊處處長馬超雄表示，患者資料未有，有需要稍後可查詢。 梁亦好同時補充重點區域強制檢測措施，只要曾經在2月25日至27日期間去過關閘廣場附近包括前往商店的人士，即使曾到該區域送貨人員都屬曾到指定區域工作的人士都必須接受強制檢測，若果曾經去過該區附近的人士可自行選擇進行檢測，由按澳門健康碼的地址登記數據中指預計涉及約8,000人須接受強檢。對於會否收緊出入境防疫措施，她稱現時關於中山坦洲個案的情況詳情不，當局會根據風險評估後再作調整，但現時未有需要調整通關核檢有效期。在流行病學調查方面，當局目前已跟進28名相關人士，約一半人完成首次病毒檢測均為陰性，被安排入住醫學觀察酒店進行隔離，而相關調查工作仍繼續進行。28名人士包括2名密切接觸者、20名共同軌跡人士、1名次密切接觸者，以及5名重點人員，對於如何追蹤與患者在關閘口岸通關時有共同軌跡人士，梁亦好回應指，當局會利用科學手段如過關時出入境人士會以指模過境等確認有關人士。對於部份商鋪尚未納入已張貼「場所二維碼」的場所中，梁亦好指當局日後會將更多場所納入場所碼，幫助市民記錄行程。在面對疫情措施上，當局繼續以“外防輸入、內防反彈”為總原則，以達致“動態清零”的目標，做好外防輸入上會堅持的三道防線，又預計重點區域強檢於3月1日中午完成後預計在當天晚上7至8時出結果。教青局非高等教育廳代廳長張子軒在記招上補充關於暫停曾到坦洲高等或非高等教育教職員及學生暫停回校面授措施作補充，指根據資料登記夜宿住址為中山坦洲的非高等教育學校教職員及學生約有300多名，涉及的學部有46個。同時指出為了更精準跟進相關學生的學習安排，局方正向各學校收集及統計，有關過去14天曾經在中山坦洲居住的教職員及學生的情況。
3月1日，珠海市香洲區疫情防控指揮部公佈中山市坦洲鎮確診患者涉及珠海市活動軌跡，隨後澳門新型冠狀病毒感染應變協調中心公佈中山坦洲陽性女患者在澳行蹤，該病例在發病前曾多次返往澳門和珠海出入境，最高多達五次並主要集中在下午至晚上澳門離境高峰時間。 對於該女患者利用探親簽註從事水客活動，保安司司長黃少澤於2022年3月1日會見傳媒時表示，治安警察局就相關事件初步決定禁止該名人士入境一年，並將對同類人士採取相應處罰，並聯同中國大陸緊密溝通，打擊水客活動。另外，應變協調中心於當天 (3月1日) 下午宣佈對三類重點人群3天內合共進行3次病毒檢測，在3月1日至4日內須每24小時進行一次核酸檢測，如在廣東省進行核酸檢測且相關檢測單位有上報至廣東省衛生健康部門核酸庫系統將視作計算在此次病毒核酸檢測中。各常規病毒核酸檢測站亦於3月1日至4日期間延長服務時間至午夜12時，並將加開工人球場一樓作為臨時核酸檢測站。
3月3日，應變協調中心舉行例行新聞發佈會，澳門特別行政區政府社會工作局社會互助廳廳長蔡兆源表示鄰近地區疫情十分嚴峻，由於當地長者疫苗接種率低，一旦感染患重症和死亡風險較高，社工局呼籲各長者和其家屬盡快接種疫苗。在訪客管理方面，由3月3日起，倘院舍長者尚未接種疫苗，來訪親友必須出示48小時內結果為陰性的核酸檢測證明；倘院舍長者已接種疫苗，來訪親友必須出示7天內結果為陰性的核酸檢測證明，或出示已接種兩劑疫苗的證明。他表示相關措施雖然帶來不便，但目的是共同保障院舍長者的健康和安全。此外，同時將長者和殘疾人士院舍的工作人員在近日已被特區政府納入重點工作人群清單，將參照醫療機構工作人員的做法，定期接受核酸檢測。同時，社工局於3月2日聯同多間社服設施和服務單位進行的「逐個長者逐個CALL鼓勵長者接種疫苗行動」，截至3月3日上午合共已經透過致電或發送訊息等方式，向超過5萬人次的長者或其家屬/照顧者作出接種疫苗的呼籲。同時由即日起所有公務人員陪同其本人或配偶年滿65歳的父母、祖父母、外祖父母接種疫苗，可於接種當日或翌日合理缺勤一天，社會工作局鼓勵社服設施和企業傚法有關措施，共同推動長者接種疫苗。截至3月3日在24間長者院舍中已經接種一劑或以上疫苗的長者佔整個住在院舍長者，超過41%，該數字相對一周前的35%，於一周內提高了6%的接種率，雖數據令人鼓舞但直言仍不是理想數字。對於香港疫情嚴峻，較早前市政署驗到經港輸澳貨物帶病毒需銷毀，衛生局疾病預防及控制中心傳染病防控處處長梁亦好表示，澳門有相當一部分貨品來自香港，當局在早前已開始加強從港入口澳門貨品的消毒工作，目的是減少市民會接觸到由港進口澳門貨物感染病毒的風險，明白措施會對部分人造成不便及增加工作量，但經評估、平衡風險與收益後，相信該做法最為合理且相信只影響到少部分人。此外，消毒只是針對貨物外包裝，不會影響貨物內部成分。至於澳門接種率方面，目前全澳總人口的接種覆蓋率為78%。3至11歲的接種率是最低為15.9%，其次是80歲或以上的接種率為22.3%。當局共購入了130萬劑的國藥疫苗和40萬劑mRNA疫苗，已經使用92萬劑國藥疫苗和20萬劑mRNA疫苗。當局目前仍有38萬劑國藥疫苗和20萬劑mRNA疫苗，相信以上數量足夠供應澳門市民接種。教育及青年發展局非高等教育廳代廳長張子軒表示雖然中山市坦洲鎮已解封，但封控區及管控區仍未解封，目前倘有風險仍未排除。同時，3類人群檢測將於3月4日完成，教育及青年發展局將視乎有關的檢測結果，諮詢衛生部門的意見，將綜合考慮目前暫停面授學生及教職員的具體復課日期，並會預留足夠時間作出通知，以便相關學生及教職員準備，有消息會儘快公布。教青局聯同衛生局於3月5日和6日的早上9時至傍晚6時，預留綜藝館作為學生接種專場，為家長及學生提供多一個選擇，家長可透過掃瞄二維碼進行預約。
3月5日，針對三類重點人群展開核酸檢測的計劃共採樣28,861人，核酸檢測結果均為陰性；另外，2月28日至目前，其他排查和自費核酸檢測數合共142,070份。 教青局亦宣佈因應中山坦洲鎮的疫情趨向穩定，因坦洲鎮已全面復課加上三類重點人群檢測全部陰性，經諮詢衛生部門意見，教青局宣布自同日起，居住在中山坦洲鎮的本澳高等院校和非高等教育學校的學生和教職員將恢復面授教學安排。

## 2022年3月10日至3月31日
3月10日，應變協調中心召開例行新聞發佈會，當局公佈全澳疫苗接種覆蓋率為80.3%。各年齡層整體接種率都有所上升，尤其長者和兒童方面有明顯的升幅。至於會否縮短接種第3劑的間隔，衛生局疾病預防及控制中心傳染病防控處處長梁亦好表示，按使用說明第3劑間隔6個月較為理想，會按科學數據和澳門實際情況考慮是否調整，現時無計劃調整。至於mRNA疫苗的兒童劑型（5至11歲）疫苗方面，梁亦好表示收到供應商初步消息和了解，估計可能於第二季初到貨。教青局非高等教育廳代廳長張子軒表示，目前已有超過16,000人接種疫苗，對比起二月份，接種人數增加了12,000人。當局繼續在3月12及13日於綜藝館社區大型疫苗接種站舉行「學童接種日」。醫觀酒店需求方面，自同年2月23日起所有由香港返回澳門的人士均需入住用作“專門醫學觀察酒店”的金寶來酒店，導致原先已預訂其他醫觀酒店人士措手不及，不少滯留澳人批評當局一直未有有效協助機制，令他們只一直滯留香港。旅遊局傳播及對外關係廳廳長劉鳳池表示，現時金寶來酒店的訂房情況仍然緊張，會依次安排由香港回澳人士入住隔離，又公佈至當天中午共收到約800宗預訂酒店的查詢和求助，當中涉及重覆的個案，包括經不同渠道收集、重覆致電或親友代為查詢等。被問到新的隔離酒店有沒有最新消息時，劉鳳池表示，當方有就尋找適合的酒店，唯暫時未有適合的酒店可作「專門醫學觀察酒店」。
3月11日，應變協調中心發出新聞稿，指因應浙江省杭州市有快遞貨運中轉場出現聚集性疫情，經初步調查指該疫情是由網購商品存在被病毒污染的風險所引起，當局呼籲市民小心處理網購物品，並在此提醒市民注意包括儘量減少購買或接收由疫情高發地發出的郵件或包裹，尤其是由廣泛社區傳播的國家和地區發出及運輸過程經常處於低溫者；收到疫情高發地發出的郵件或包裹時，要在正確佩戴口罩和一次性手套才處理，減少直接接觸郵件或物品，及減少處理過程中吸入揚起的塵埃；儘可能在室外地方或其他通風地方收取，減少和派遞員、代收領取點人員的交流，實現無接觸交接；如需當面簽收，請與派遞員、代收領取點人員保持安全距離；拆件時儘量在戶外或通風的陽台進行，外包裝不要拿回家中，要按照生活垃圾分類處理；如需拿回家中，可用含氯消毒劑或75%酒精對內外包裝進行全面消毒，並妥善棄置包裝物；處理完郵件後摘下手套，認真清洗或消毒雙手，更換口罩，避免用不清潔的手觸碰口、眼、鼻。當局因應事件，建議市民及代收業界人士應留意近期有沒有接觸過該中轉場處理的物品，如有，應主動按第1、4、7天的時序接受核酸檢測，留意自身健康狀況，如出現任何病毒感染疑似症狀人士須立即就醫。
3月15日，市政署公佈於3月14日深夜在內港7A碼頭進行食品入口檢驗檢疫時，在其中一批來自香港的奶製品外包裝膠捆膜樣本上驗出病毒核酸呈陽性。當局隨即啟動應急預案，採取追溯排查、複檢等措施，對涉事產品進行封存並全數銷毀，沒有流入市面。市政署已把接觸者資料交衛生部門作調查跟進。 市政署隨後補充指對同一集裝箱內的其他食品類貨物進行複查複檢，抽取了51個外包裝樣本進行檢測，所有樣本檢測結果未見異常。又公佈是次在外包裝膠捆膜被檢出新型冠狀病毒核酸呈陽性的樣本，涉及一板乳酪產品合共24膠箱，共重201.6公斤，已全數完成銷毀，沒有流入市面。 經濟及科技發展局亦於同日與與供應商及超市業界舉行會議，通知業界須按照衞生局的防疫要求，安排處理貨物人員每7天進行一次核酸檢測。同時，經科局亦要求業界加強貨物抵澳後的消毒工作，以減低病毒經貨物傳播的風險。會上，經科局向本澳供應商及超市業界解釋，衛生局已將供應商及超市業界接觸處理貨物人員納入“重點工作人群常規核酸檢測計劃”， 有關人員須每7天進行一次核酸檢測，否則健康碼將轉為黃碼。相關企業涉及處理貨物的工作人員約為八千九百名，倘已接種2019冠狀病毒病疫苗的工作人員可免費預約核酸檢測，並須於3月19日或之前完成首次核酸檢測工作。
3月16日，衛生局正跟進珠海高新區確診病例的一名密切接觸者情況，其核酸檢測為陰性。應變協調中心公佈3月15日晚上接獲珠海衛生部門通報，1名在澳人士被列為珠海市高新區唐家灣鎮確診病例的密切接觸者，為此，當局已即時安排該人士到路環高頂公共衛生臨床中心進行醫學觀察，其在3月15日的核酸檢測呈陰性。該名人士為24歲女性內地學生，就讀於澳門大學，曾於3月14日早上與珠海市高新區唐家灣鎮確診病例同乘電梯，該女學生當時有佩戴口罩，但確診病例未有配戴口罩，故該女學生被列為密切接觸者；3月14日中午，該女學生回澳後於下午到過澳門大學的實驗室及辦公室，晚上出席澳門大學內的瑜伽課程。衛生局至目前已跟進與其曾接觸過的人士共22人，其中6人核酸結果為陰性，其他人士檢測正在進行中，相關次密切接觸者將安排到指定酒店進行醫學觀察。 同日晚上，中心公佈因應珠海高新區確診病例的1名密切接觸者為在澳人士，衛生局至目前已跟進與其曾接觸過的人士共22人，他們的核酸結果均為陰性，已安排到指定酒店進行醫學觀察。 另外，中心公佈因應於中國境內寄往澳門的網購貨物亦存在被病毒污染的風險，網購代收店接觸處理貨物人員亦將被納入衛生局“重點工作人群常規核酸檢測計劃”，須每7天進行一次核酸檢測。
3月17日，因應珠海市疫情範圍擴大，應變協調中心宣佈由當天上午10時起曾經到過珠海市南屏鎮屏東路12號廣珠花園的入境及已入境人士，須按照衛生當局的要求在指定地點接受醫學觀察至離開當地後14天但最短不少於7天。中心又呼籲在澳門出入境人士必須提高警惕，遵從點對點的出行軌跡要求，堅持戴口罩，做好個人防護，不去人多的場所，不要參加聚集性活動。教育及青年發展局亦宣佈過去14天內曾居住珠海南屏封控區、管控區及防範區師生自3月17日起暫停面授。當局將視乎疫情變化，適時公佈回校日期，學生改為在家學習，評核作彈性處理。局方將與衛生部門緊密溝通有關地區的疫情變化，適時公佈應對措施，並呼籲所有學生和教職員，如非必要應避免前往珠海市香洲區南屏鎮，家長應儘快為未成年的子女接種疫苗，以保護子女的健康和生命安全。
3月17日中午，應變協調中心再公佈衛生部門正跟進一名汕尾海豐縣確診病例中的1名密切接觸者的情況，其核酸檢測為陰性。中心指於3月16日晚上接獲珠海衛生部門通報，1名在澳人士被列為汕尾海豐縣確診病例的密切接觸者，為此，當局已即時安排該人士到路環高頂公共衛生臨床中心進行醫學觀察，其於3月17日早上的核酸檢測呈陰性。該人士為51歲男性澳門居民，於新濠影匯任職莊荷，曾於3月14日與汕尾海豐縣確診病例同乘高鐵同車廂同排座位，故被列為密切接觸者；該名人士於3月14 日下午回澳後一直留在住所，直至3月16日下午外出到青茂口岸核酸檢測站接受核酸檢測，晚上乘坐員工巴士上班。衛生局現正聯絡其同住者、同事及工作期間的接觸人士，相關次密切接觸者將安排到指定酒店進行醫學觀察。 中心於稍後公佈因應珠海疫情變化，宣佈由3月18日凌晨0時起，經珠澳口岸入境的人士，須持採樣日後24小時內核酸檢測陰性證明。未持有上述證明的非澳門居民可被拒絕入境，澳門居民則須立即接受檢測；而離境人士維持須出示7天內核酸檢測陰性結果證明的要求。應變協調中心強調，會與珠海保持密切溝通，持續觀察和評估疫情情況，以盡快恢復從珠海經珠澳口岸到澳門的人士持48小時內有效核酸檢測陰性結果證明的通關措施。
3月17日下午5時，應變協調中心召開例行新聞發佈會，衛生局局長羅奕龍公佈澳門特區政府將設立「澳門特別行政區政府應對大規模2019冠狀病毒病疫情應急處置預案」（下稱防疫預案），為應對澳門未來或會出現大規模2019冠狀病毒病疫情，並選址在澳門東亞運動會體育館作為2019冠狀病毒病感染社區治療中心之用，而相關社區治療中心最快可在十日內啟用。他又稱，若本澳大規模爆發或會實施禁足措施。羅奕龍表示政府多個部門已開展大量的前期協調工作，包括物質採購、人員培訓和社區治療中心的規劃等。 另外，衛生局傳染病防控處處長梁亦好公佈快速抗原檢測試劑使用指引，指出當局已儲備大量快速抗原檢測試劑，主要用於重點工作人群在接受核檢之間輔以自我快速抗原檢測，以便早期發現一旦存在的感染。但她強調，快速測試只可作為核酸檢測的輔助補充，但並不可以取代核酸檢測。 同日晚上，因應經珠澳口岸入境澳門檢測證明有效縮短至24小時，當局延長綜藝館、工人體育場、橫琴口岸以及青茂口岸核酸檢測站服務時間至當天晚上10時，並增加超過8,000個預約名額。
3月18日午夜，新型冠狀病毒感染應變協調中心公佈衛生局正跟進珠海市南屏鎮1宗確診病例的1名密切接觸者在澳的接觸人士的情況。中心於3月17日晚間接獲珠海衛生部門通報，1名在澳工作的26歲女性中國內地籍外地僱員被列為珠海市南屏鎮確診病例的密切接觸者，該名人士目前身處珠海，3月13日及3月16日在珠海進行的核酸檢測結果為陰性。該人士在鏡湖醫院任職護士助理，因曾於3月12日在珠海市某電影院觀看電影 ，坐在南屏鎮確診病例前兩排，而被列為密切接觸者。該名人士曾於3月14 日、15日及17日和多名同事共餐。由於共餐時沒有佩戴口罩，相關人士已被列為次密切接觸者，將安排到指定酒店進行醫學觀察。 同日上午，鏡湖醫院公佈因應耳鼻喉科有多名員工被界定為密切接觸者或次密切接觸者，由當天起暫停耳鼻喉科服務，包括第一門診、第二門診、霍英東專科大樓門診、氹仔醫療中心門診的耳鼻喉科，相關的檢查治療，耳鼻喉科手術及新住院服務將暫停。醫院將會調動技術力量對已住院的病人作妥善安排，直至另行通知，院方將爭取早日回復正常運作，對造成居民不便表示歉意。 鏡湖醫院要求全院約2,000名員工於當天內要完成核酸檢測。同日，應變協調中心公佈因應抗疫工作常態化，為讓公眾較能全面掌握前一天（00:00至23:59）本澳的疫情，由3月19日起每天上午統一公佈前一天在入境時或在醫學觀察期間，發現的無社區傳播風險的輸入性感染個案及相關個案訊息，若前一天沒有出現相關個案則不另行發佈。 同日 (3月18日) 晚上，應變協調中心公佈1名任職鏡湖醫院耳鼻喉科門診護士助理，被列為珠海南屏確診病例的密切接觸者；此外，衛生局亦已根據流行病學調查，把所有曾與密切接觸者在沒有充足保護下接觸的人員列為次密切接觸者，並安排醫學觀察。在涉及的34人中有28人在澳接受醫學觀察中，另有6人在內地。目前，該護士助理的核酸檢測結果為陰性，衛生局會持續監控其情況及適時作出跟進。而作為防範性措施，亦已要求鏡湖醫院與該護士助理同科室或有工作期間接觸的人士接受核酸檢測，並對相關工作場所清潔消毒。 另外，新型冠狀病毒感染應變協調中心宣佈於3月19日凌晨0時起推出澳門健康碼「黃碼」優化方案，在點擊相關聯結時，系統將為其顯示相應的健康指引。
3月18日晚上，應變協調中心公佈當局正跟進珠海市南屏鎮新冠肺炎確診病例的另2名密切接觸者，在澳的接觸人士的情況。中心於18日凌晨接獲珠海衛生部門通報， 2名在澳就學的7歲女性和6歲男性於澳門福建學校就讀的學童被列為南屏鎮確診病例的密切接觸者，2名學童目前身處珠海，3月13日、3月15日及3月17日在珠海進行的核酸檢測結果為陰性。當局建議學校以同室單座單向用膳，全校暫時暫停跨班活動， 暫停兩密接學生所在班別的除口罩教學活動。 同日接近午夜公佈再有2名關於珠海市南屏鎮確診病例的在澳密切接觸者情況。中心於當天傍晚接獲珠海衛生部門通報，青洲中學1名7歲女性學童與其33歲的母親被列為南屏鎮確診病例的密切接觸者，2人現住澳門，4名同住人將被列為次密切接觸者。兩人因曾於3月12日與珠海市南屏鎮確診病例在同一烘焙店參與活動，被列為密切接觸者。該學童曾參與3月13日一場舞蹈表演，同團的學童由於較長時間未戴口罩，他們將被列為次密切接觸者；在校課室內用午餐時，由於每行座位相隔距離較近，且沒有佩戴口罩，列坐在其附近的學生亦已被列為次密切接觸者。相關次密切接觸者將安排到指定酒店進行7天的醫學觀察及7天自我健康管理，年幼的學童會安排1名家長陪同。目前，衛生局已將有關安排通知相關學生的家長，並要求其他與上述學童同班別的師生，於星期六或星期日接受一次核酸檢測。同時，建議學校以同室單座單向用膳，全校暫時暫停跨班活動， 暫停兩密接學生所在班別的除口罩教學活動。
3月19日午夜，教青局宣佈對應珠海及中山調整封、管、防範區域，動態調整暫停回校師生範圍。教青局表示因應珠海市和中山市應對疫情調整的封控區、管控區和防範區。教青局將對應有關區域，實施對高等院校及非高等教育學校過去14天內曾居住在指定區域的跨境師生暫停回校面授的措施，並視乎疫情變化適時公佈回校日期，學生改為在家學習，評核作彈性處理，以防範疫情在校園發生。 同日(3月19日)上午，應變協調中心公佈由3月21日0時起持探親“T”簽注來澳人士入境特別核酸檢測措施擴大至港珠澳大橋珠澳口岸和內港客運碼頭，如在四個指定口岸入境次數共達3次或以上，不論所持核酸檢測陰性結果證明何時採樣，均須每次在該等口岸入境時即時付費接受1次新型冠狀病毒核酸檢測並等候至有檢測結果後方可入境。 同日 (3月19日) 中午，為配合特區政府疫情防控工作，因應鄰近地區疫情變化，經主辦單位審慎評估後，由澳門特別行政區政府體育局及澳門田徑總會舉辦的「2022金沙中國澳門國際十公里長跑賽」取消舉行。澳門特別行政區政府市政署亦於同日 (3月19日) 下午宣佈因應鄰近地區疫情變化，配合整體疫情防控工作，原定於3月20日下午，於龍環葡韻舉行的”第四十一屆澳門綠化週”開幕式嘉年華， 以及綠化週期間，包括植樹、派送植物、生態體驗及工作坊等二十多場活動取消。 稍後時間，澳門特別行政區政府文化局宣佈由當局主辦、澳門樂團有限公司承辦，原訂3月19日晚上8時舉行的兩場節目包括《浪漫愛管弦》及《影視好聲音3》音樂會，將會取消。有關退票詳情將在稍後公佈。 同日 (3月19日) 晚上，應變協調中心表示，衛生局正跟進河南省鄭州市陽性病例的1名密切接觸者的情況。中心於3月19日上午接獲內地衛生部門通報，1名在澳人士被列為河南省鄭州市陽性病例的密切接觸者，其3名同住者被列為次密切接觸者。該名密切接觸者為33歲女性，澳門居民，為河南省鄭州市陽性病例的同事，兩人曾於3月15及16日在廣東省肇慶市共同用餐，她於3月17 日下午經青茂口岸返澳後主要留在家中，外出期間有佩戴口罩，現時沒有病徵。她在2021年6月及7月已完成接種兩劑國藥滅活疫苗，最近一次於3月17日的核酸結果為陰性，現已送往路環高頂公共衛生臨床中心接受醫學觀察。經調查，衛生局亦將其3名同住者列為次密切接觸者，並已安排他們到指定酒店進行7天醫學觀察及7天自我健康管理。
3月20日下午，教育及青年發展局宣佈所有室內舉行的學界體育賽事由3月21日起改為閉門作賽。教青局指因應鄰近地區疫情變化，配合整體疫情防控工作，保障學生健康以及確保學界賽事繼續順利進行，教青局宣佈自3月21日起，室內舉行的學界體育賽事將改為閉門作賽形式進行，不設現場觀眾安排，第三十九屆校際歌唱比賽網上登記索取門票活動亦暫緩， 直至另行通知。教青局將持續評估賽事情況，動態調整相關入場措施，亦將按賽制、場地檔期及參賽學校的防疫情況等因素，調整有關賽事日程，視乎疫情發展，部份賽事或需延賽或取消。 同日傍晚，新型冠狀病毒感染應變協調中心公佈衛生部門正跟進珠海市南屏鎮確診病例的2名密切接觸者在澳的接觸人士情況。中心於3月20日接獲珠海衛生部門通報，聖德蘭學校1名學童與其母親被列為南屏鎮確診病例的密切接觸者，2人現住珠海。該名學童為5歲男童，其母親36歲，兩人因曾於3月12日與珠海市南屏鎮確診病例在同一烘焙店有共同軌跡，被列為密切接觸者。經了解，該學童在校時有用午餐和午睡，其附近共6名學生將被列為次密切接觸者。相關次密切接觸者將安排到指定酒店進行7天的醫學觀察及7天自我健康管理，年幼的學童會安排1名家長陪同。目前，衛生局已將有關安排通知相關學生的家長，並要求與上述學童的同班師生接受一次核酸檢測。同時，建議學校以同室單座單向用膳，全校暫時暫停跨班活動， 暫停該名密接學生所在班別的除口罩教學活動。 中心隨後再公佈當局正跟進廣西壯族自治區陽性病例在珠海活動時的2名密切接觸者的情況。中心於3月19日接獲內地衛生部門通報，2名在澳人士被列為廣西壯族自治區陽性病例在珠海活動時的密切接觸者，同行22人被列為次密切接觸者。兩名密切接觸者分別為27歲和28歲女性，非本澳居民，兩人在3月18日從珠海進入澳門，同行是一個共有24人的劇組，入境澳門時持有24小時核酸陰性結果，該劇組於3月8日在珠海展開拍攝活動，直至3月18日入境澳門進行拍攝。該兩名密切接觸者因在3月15日曾光顧珠海一間美容店，與廣西壯族自治區陽性病例同處一空間而被列為密切接觸者，衛生局已安排兩人在澳進行14天醫學觀察。其餘22名同劇組人員，由於期間一直共同進行拍攝活動，故被列為次密切接觸者，已安排他們在澳進行7天醫學觀察及7天自我健康管理。
3月21日，澳門特別行政區政府體育局宣佈因應鄰近地區疫情變化，經主辦單位審慎評估後，基於疫情防控考慮，取消原定於3月27日舉行的“2022澳門婦女體育嘉年華”。 同日，新型冠狀病毒感染應變協調中心表示，因應全球和鄰近地區新冠疫情的變化，疫情傳入澳門的風險很高，衛生局製作了《舉辦或參加餐飲聚會活動須知》指引，要求餐飲聚會活動的舉辦者、參加者和場地及服務提供者均應遵守各項防疫要求，共同努力把疫情傳播風險控制在最低水平。 當天 (3月21日) 晚上，應變協調中心表示衛生部門跟進珠海一宗確診病例的密切和次密切接觸者情況，目前澳門學生中發現4名密切接觸者和29名次密切接觸者，涉及7間學校，包括澳門福建學校、澳門中華總商會附設青洲中學、聖德蘭學校、聖若瑟教區中學第五校、菜農子弟學校、化地瑪聖母女子學校、嘉諾撒聖心中學(幼稚園)。教青局於21日與上述7間學校溝通後，學校普遍希望可安排更多師生進行免費核酸檢測，以讓家長和學生更放心。故此，衛生局和教青局協調相關核檢站為師生提供免費服務，涉及學生8,400多名、教師720多名、教職員170名，合共9,300多名師生及教職員完成採樣，預計3月22日上午前可完成全部檢測。
3月24日，應變協調中心召開例行新聞發佈會，衛生局疾病預防及控制中心傳染病防控處處長梁亦好公佈由3月28日0時起，由香港、台灣及中國以外地區入境人士，須接受集中隔離醫學觀察直至進入澳門後14天，並須在結束集中隔離醫學觀察日起再接受7天嚴格自我健康管理。嚴格自我健康管理期間，健康碼會轉為黃碼以及不得經澳門往內地，且須在開始自我健康管理的第1、2、4、7天接受病毒核酸檢測及遵守其他防疫措施。若在指定日期不接受檢測，健康碼會被鎖定為紅碼直至取得1次核酸檢測陰性結果。有關措施適用於由上述地方進入澳門並正在接受醫學觀察的人士。現行限制外國人入境本澳的措施維持不變。考慮到珠海近日已沒有社區的本地個案，最後一宗本地個案是3月19日，應變協調中心會持續評估，並與珠海相關部門保持密切溝通，評估在最後一宗本地個案後7天，將珠澳口岸入境核酸檢測陰性證明的要求由24小時變為48小時可行性，有進一步消息將儘快公佈。教青局代表表示，當居住在珠海巿南屏鎮及香洲區有關區域的師生可以恢復回校面授的時候會對外公佈，亦會預備足夠的時間通知有關的師生準備，呼籲家長和學生密切留意珠澳兩地疫情防控的相關消息。
3月29日，應變協調中心宣佈由4月3日凌晨0時起，12歲或以上人士由外國、香港或台灣地區前來澳門須出示疫苗接種證明，現行醫觀及其它措施維持不變。 另外，中心公佈截至3月29日傍晚6時，全澳疫苗接種率已達到85%，共有580,771人接種了疫苗，其中3至11 歲兒童的接種率為52.2%，60或以上的長者接種率約68%。
3月30日，珠海新增一例本土確診個案，另外珠海市在當天凌晨5時起對香洲區蘭埔富華里一帶實施封控和管控措施，應變協調中心宣佈自2022年3月30日早上10時起，所有曾經到過以下地點的入境及已入境人士，須按照衛生當局的要求在指定地點接受醫學觀察至離開當地後14天但最短不少於7天：廣東省珠海市香洲區的九洲大道西2029號鉑爾曼酒店，以及富華里北街、白石路、白合街的圍合區域。另外，自2022年3月30日早上10時起，取消曾經到過以下地區的人士須遵守的相關防疫措施：廣東省珠海市高新區的金星路228號紅樹東岸公寓（樓棟），以及唐家灣創新四路-科技四路-創新三路-無名路圍合區域內(包括炬力科技園)。 其後應變協調中心修改第162/A/SS/2022號衛生局公告，自2022年3月30日下午3時起，所有曾經到過以下地點的入境及已入境人士，修改為所有於3月27日下午1時或之後曾經到過以下地點的入境及已入境人士，須按照衛生當局的要求在指定地點接受醫學觀察至離開當地後14天但最短不少於7天：廣東省珠海市香洲區的九洲大道西2029號鉑爾曼酒店，以及富華里北街、白石路、白合街的圍合區域。 同日晚上，中心公佈曾到珠海市相關區域的入境及已入境人士共115人，其健康碼被鎖定變為紅色，並已安排進行至少7天醫學觀察。
3月31日，因應珠海市公佈自2022年3月31日6時起，香洲區南屏鎮解封相關封控區、管控區、防範區，經諮詢衛生部門意見，教青局宣佈居住在上述區域的在澳門就讀高等院校和非高等教育學校的學生和教職員，於當天進行核酸檢測且持陰性結果後，自4月1日起可恢復面授教學安排。 在應變協調中心例行記者會中，衛生局公佈當局修正了返澳人士需出示有關不適合或不能接種情況將持續2個月以上的醫生或有關當局的證明，是基於過往實踐的工作上發現，部份人士出示不適合或不能接種情況證明的狀態為短暫狀態，很快就可以接種疫苗。故為了避免一些人士以這一方法規避接種疫苗，希望這些人士返澳前儘可能先接種疫苗，減少帶有病毒及一旦受感染出現重症的風險等原因而作出的修正。至於澳門防疫工作方面，衛生部門代表指出一名澳門密接者曾與早前珠海病毒量相當高的患者乘同一升降機，而且患者沒戴口罩，但幸好澳門密接者戴好口罩，目前已完成14天醫學觀察並未受感染，這說明了戴好口罩的重要性。她又指出，當一個患者與健康市民一同相處，若雙方都沒有戴好口罩，被感染風險是相當高的，有研究更顯示被感染率達9成甚至更高，若雙方戴好口罩被感染風險能減到很低。她強調，在現時全球包括澳門鄰近地區疫情仍然比較嚴峻的時候，所有市民需要堅持防疫措施，更強調希望趁著現時澳門未有疫情，未接種疫苗的市民儘快接種，希望一旦有疫情出現時，減少澳門出現重症及死亡個案。就記者問及因珠海市確診病例而需進行醫學觀察人士的情況，當局至今收到的名單中共有376人曾經到過相關封控區和管控區，當中有107人身處中國大陸境內，其他人則在澳門，相關人士將根據其風險程度而接受醫學觀察和核酸檢測安排，醫學觀察時間則按照他們離開封控區或管控區達14日而計算。對於不適合疫苗接種證明及公務人員未接種新型冠狀病毒疫苗情況，她表示，衛生局一共發出7,557份不適合接種2019冠狀病毒病疫苗證明書，當中絕大部份屬於暫時不宜接種，例如該人士懷孕、暫時未控制好高血壓、過去14天曾接種疫苗或當時正發燒等，這類人士在經過一段時間後便可接種新冠疫苗。目前，衛生局只發出6份絕對不適合接種證明書，是由於這些人士對疫苗成份嚴重過敏。另外，根據行政公職局向公共部門發出的指引，自2022年2月21日起，所有公務人員進入工作場所，須出示已完成疫苗初種系列的全程接種達14天的證明，或出示病毒核酸檢測7天內結果為陰性的證明。按各公共部門當日提供的資料，有3889名人員因各種原因未接種疫苗而需出示病毒核酸檢測證明，現在有關措施已實行了一段時間，相信需出示病毒核酸檢測證明的人員會更少。而現時衛生局工作人員疫苗接種率已超過9成。第3劑加強劑接種情況及市民選擇的疫苗種類方面，當局指有約24,000人選擇“混針”，即接種與之前2針採用不同技術路線的疫苗。就長者及慢性病患者疫苗接種情況，60-69歲人士接種率為74.9%，70-79歲人士接種率為65.1%，80歲或以上人士接種率為40%，接種率雖有上升但情況未如理想，希望澳門市民推動身邊長者及慢性病患者接種疫苗。

## 外部連結
- 澳門特別行政區政府新型冠狀病毒感染應變協調中心疫情專頁（页面存档备份，存于） - 疾病預防控制中心 (澳門) []
- 澳門特別行政區政府新型冠狀病毒感染應變協調中心疫情專頁 （页面存档备份，存于）